# California Street
California Street is een straat in San Francisco, in de Amerikaanse staat Californië. Het is een belangrijke verkeersader en een van de langste straten van San Francisco. California Street is ongeveer 8,4 kilometer lang, is min of meer recht en loopt van het Financial District in het oosten naar Lincoln Park in het westen. De straat heeft vier tot zes rijstroken en op het oostelijke deel rijdt een kabeltram van Market Street tot Van Ness Avenue.
California Street maakt deel uit van de historische Lincoln Highway, de eerste snelweg die de Amerikaanse oostkust met de westkust verbond.
Wolkenkrabbers en bezienswaardigheden langs California Street omvatten het Embarcadero Center, 50 California Street, 101 California Street, 345 California Center, 555 California Street (vroeger het Bank of America Center), 580 California Street, 650 California Street, Old Saint Mary's Cathedral, het Stanford Court Hotel, het Fairmont Hotel, het Mark Hopkins Hotel, de Pacific-Union Club in de James C. Flood Mansion, het Huntington Hotel en Grace Cathedral.